# Deidre Henderson
Deidre Marie Henderson (de soltera Ellingford; 4 de septiembre de 1974)es una política estadounidense. Miembro del Partido Republicano, desde el 4 de enero de 2021 se desempeña como vicegobernadora de Utah. De 2013 a 2021, se desempeñó como miembro del Senado de Utah por el Distrito 7, que tiene su sede en Spanish Fork.

## Educación
Deidre Henderson se graduó de Taylorsville High School en Taylorsville. En 2014, mientras servía en el Senado estatal, comenzó a obtener una licenciatura en historia en la Universidad Brigham Young, que continuó después de convertirse en vicegobernadora. Se graduó en diciembre de 2021.

## Carrera
Antes de unirse al Senado de Utah, Henderson trabajó como consultora empresarial y participó en la campaña de 2008 del congresista estadounidense Jason Chaffetz.
En 2012, Henderson fue seleccionado entre dos candidatos por la convención republicana y no tuvo oposición para las elecciones generales del 6 de noviembre de 2012, ganando con 27.257 votos.
Tomó posesión del cargo en enero de 2013. En 2016, Henderson derrotó a su oponente demócrata, Andrew Apsley, con el 83,65% de los votos frente al 16,35% de Apsley, resultando reelegida para su cargo en el Senado.

## Vicegobernadora de Utah
El 19 de marzo de 2020, Henderson fue seleccionada como compañera de fórmula del por entonces vicegobernador Spencer Cox en las primarias republicanas de las elecciones para gobernador de Utah de 2020. Después de que Cox ganó las primarias republicanas, Henderson se convirtió en la candidata republicana a vicegobernadora.
La fórmula republicana Cox-Henderson resultó ganadora con el 62.98% de los votos.

## Vida personal
Está casado con Gabe Henderson, con quien tiene cinco hijos. Henderson es miembro de La Iglesia de Jesucristo de los Santos de los Últimos Días.

## Resultados electorales

### Senado de Utah
|  | 100 % |

|  | 83.65 % |

### Vicegobernadora de Utah
|  | 36.15 % |

|  | 63.03 % |

|  | 59.36 % |

|  | 0.00 % |